# Oscilador Seiler
El Oscilador Seiler es un oscilador Colpitts mejorado pero más difícil a poner a punto. 
En este oscilador se agrega una capacidad en paralelo y una capacidad en serie entre la bobina y la realimentación del oscilador. Como la capacidad en serie con la bobina le substrae reactancia, por lo tanto la bobina puede tener una inductancia más alta, y por lo tanto, tener un factor Q mayor. 
Con esta mejora, la estabilidad mejora un poco. El oscilador Seiler es preferible al Oscilador Clapp cuando se usan varicaps como elementos de control, porque la bobina está conectada a la masa.
Sin embargo, el bajo valor de capacidad de acople en el oscilador Seiler puede provocar una deriva en frecuencia.
Los osciladores Colpitts, Clapp y Seiler cuando usan un MOSFET o FET como elemento de ganancia, pueden requerir una bobina de reactancia suficiente en la puerta S (source). 